# Emanuele Filiberto af Savoyen (født 1972)
 For alternative betydninger, se Emanuele Filiberto af Savoyen (flertydig). (Se også artikler, som begynder med Emanuele Filiberto af Savoyen)
Emanuele Filiberto af Savoyen (italiensk: Emanuele Filiberto Umberto Reza Ciro René Maria di Savoia; født 22. juni 1972 i Genève, Schweiz) er en schweizisk–italiensk film- og TV-mand og italiensk prins. Han er halvfætter til kong Philippe af Belgien og storhertug Henri af Luxembourg.

## Kongelige forfædre
Emanuele Filiberto er søn af den forhenværende italienske tronfølger Viktor Emanuel af Savoyen (1937-2024). Emanuele Filiberto er den eneste sønnesøn af Umberto 2. af Italien (1904–1983), der var Italiens sidste konge i 1946. Marie José af Belgien, italiensk dronning i 1946 var hans farmor. Blandt hans oldeforældre var Victor Emanuel 3. af Italien, Elena af Montenegro, Albert 1. af Belgien, Elisabeth i Bayern, belgisk dronning i 1909–1934. Blandt hans tipoldeforældre var Umberto 1. af Italien, grev Filip af Flandern, belgisk tronfølger i 1869–1906 og Karl Theodor, hertug i Bayern (1839–1909).

## Familie
I 2003 blev Emanuele Filiberto gift med den kendte franske skuespillerinde Clotilde Courau (født 1969).
Parret er forældre til Vittoria (født 28. december 2003) og Luisa (født 16. august 2006).
Clotilde Courau er datter af Catherine du Pontavice des Renardières (født 1948) og baron Jean-Claude Courau (født 1942). Hun er datterdatter af greve Pierre du Pontavice des Renardières (født 16. april 1926).

## Film og TV
Emanuele Filiberto har blandt andet medvirket i filmen Vacanze di Natale a Cortina (2011) som sig selv, komedien Lo sposalizio - Matrimonio siciliano (2012) som Tony, i TV-serien Mission (2013) som vært og i TV-serien 20h10 pétantes som sig selv.
Han har også medvirket i Ballando con le stelle (den italienske udgave af Vild med dans).

## Strid om de italienske titler
Den 7. juli 2006 gjorde prins Amedeo af Savoyen-Aosta (1943-2021), der er en fjern slægtning til Emanuele Filiberto, krav på arveretten til den italienske trone. Desuden gjorde Amedeo krav på efternavnet di Savoia og nogle fyrstelige titler, der traditionelt har tilhørt de italienske konger og kronprinser. 
Der har været ført retssager om efternavnet og titlerne. I retssagerne har Amedeos hovedpåstand været, at Viktor Emanuel af Savoyen (far til Emanuele Filiberto) imod den sidste italienske konges (Umberto 2. af Italien) vilje havde indgået et morganatisk ægteskab i 1971. Dermed skulle Viktor Emanuel have mistet arveretten til tronen. En sidepåstand var, at Emanuele Filiberto er født i et morganatisk ægteskab, og at han derfor – ifølge Amedeo – aldrig haft arveret til tronen.

## Weblinks
- Emanuele Filiberto af Savoyen på Internet Movie Database (engelsk)
- Emanuele Filiberto af Savoyen på The Movie Database (engelsk)